# Philodendron pteropus
Philodendron pteropus är en kallaväxtart som beskrevs av Carl Friedrich Philipp von Martius och Adolf Engler. Philodendron pteropus ingår i släktet Philodendron och familjen kallaväxter. Inga underarter finns listade.